# Paramonohystera proteus
Paramonohystera proteus är en rundmaskart som beskrevs av Christian Wieser 1956. Paramonohystera proteus ingår i släktet Paramonohystera och familjen Monhysteridae. Inga underarter finns listade i Catalogue of Life.